# Джеймстаун (Свята Єлена)

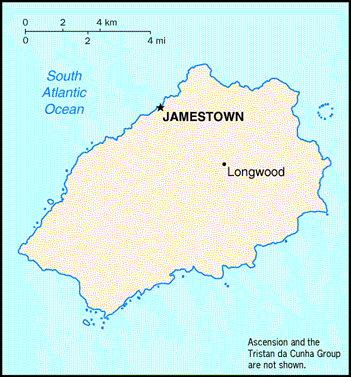
Джеймстаун на мапі острова Святої Єлени

Джеймстаун (англ. Jamestown) — місто і порт, столиця британської заморської території Острови Святої Єлени, Вознесіння і Тристан-да-Кунья. Розташований на Острові Святої Єлени.

## Історія
Місто було засноване Британською Ост-Індською компанією в 1659 році. Воно розташоване в бухті затоки Джеймса (James Bay), названої на ім'я герцога Йоркського, пізніше Джеймса II. У 3 км на південь від міста розміщена резиденція губернатора (Plantation House) і собор Святого Павла (Cathedral of St. Paul's). За 4 км на північний захід знаходиться селище Лонгвуд, куди був засланий і помер у 1821 році Наполеон. Його будинок у Лонгвуді охороняється урядом Франції.
Одна з найвідоміших особливостей Джеймстауна — так звана Драбина Іакова, довга похила площина довжиною в 900 футів (приблизно 700 кроків), яка, як тут кажуть, «розбиває ваше серце при підйомі і ламає вашу шию при спуску». Цю споруду було побудовано 1829 року, щоб з'єднати Джеймстаун з гарнізоном на Пагорбі Сходів, і використовувалася для транспортування боєприпасів. Вона продовжує використовуватися й донині, хоча і для інших цілей. Сходи дуже популярні серед туристів, щороку там відбувається забіг на час, на який з'їжджаються люди зі всього світу.
У 1998 році населення Джеймстауна становило 864 людини, тобто приблизно 1/6 всього населення острова.

## Географія

### Клімат
Місто знаходиться у зоні, котра характеризується вологим тропічним кліматом. Найтепліший місяць — лютий із середньою температурою 18.9 °C (66 °F). Найхолодніший місяць — серпень, із середньою температурою 13.9 °С (57 °F).
| Клімат Джеймстауна      | Клімат Джеймстауна | Клімат Джеймстауна | Клімат Джеймстауна | Клімат Джеймстауна | Клімат Джеймстауна | Клімат Джеймстауна | Клімат Джеймстауна | Клімат Джеймстауна | Клімат Джеймстауна | Клімат Джеймстауна | Клімат Джеймстауна | Клімат Джеймстауна | Клімат Джеймстауна |
| Показник                | Січ.               | Лют.               | Бер.               | Квіт.              | Трав.              | Черв.              | Лип.               | Серп.              | Вер.               | Жовт.              | Лист.              | Груд.              | Рік                |
| Середній максимум, °C   | 22,2               | 22,8               | 22,8               | 22,8               | 22,2               | 20                 | 18,9               | 17,8               | 17,8               | 18,9               | 20                 | 21,1               | 20,6               |
| Середня температура, °C | 18                 | 19                 | 19                 | 18                 | 17                 | 16                 | 15                 | 14                 | 14                 | 14                 | 15                 | 16                 | 16                 |
| Середній мінімум, °C    | 16,1               | 17,2               | 17,2               | 17,2               | 16,1               | 13,9               | 13,9               | 13,9               | 13,9               | 12,8               | 13,9               | 15                 | 15,1               |
| Норма опадів, мм        | 30                 | 60                 | 50                 | 50                 | 40                 | 50                 | 50                 | 40                 | 30                 | 30                 | 20                 | 30                 | 480                |
| Днів з опадами          | 11                 | 10                 | 10                 | 8                  | 9                  | 10                 | 12                 | 14                 | 13                 | 12                 | 12                 | 9                  | 130                |
| Вологість повітря, %    | 85                 | 85                 | 85                 | 85                 | 85                 | 85                 | 85                 | 85                 | 85                 | 90                 | 85                 | 85                 | 85.4               |
| ----------------------- | ------------------ | ------------------ | ------------------ | ------------------ | ------------------ | ------------------ | ------------------ | ------------------ | ------------------ | ------------------ | ------------------ | ------------------ | ------------------ |
| Джерело: Weatherbase    |                    |                    |                    |                    |                    |                    |                    |                    |                    |                    |                    |                    |                    |

## Галерея

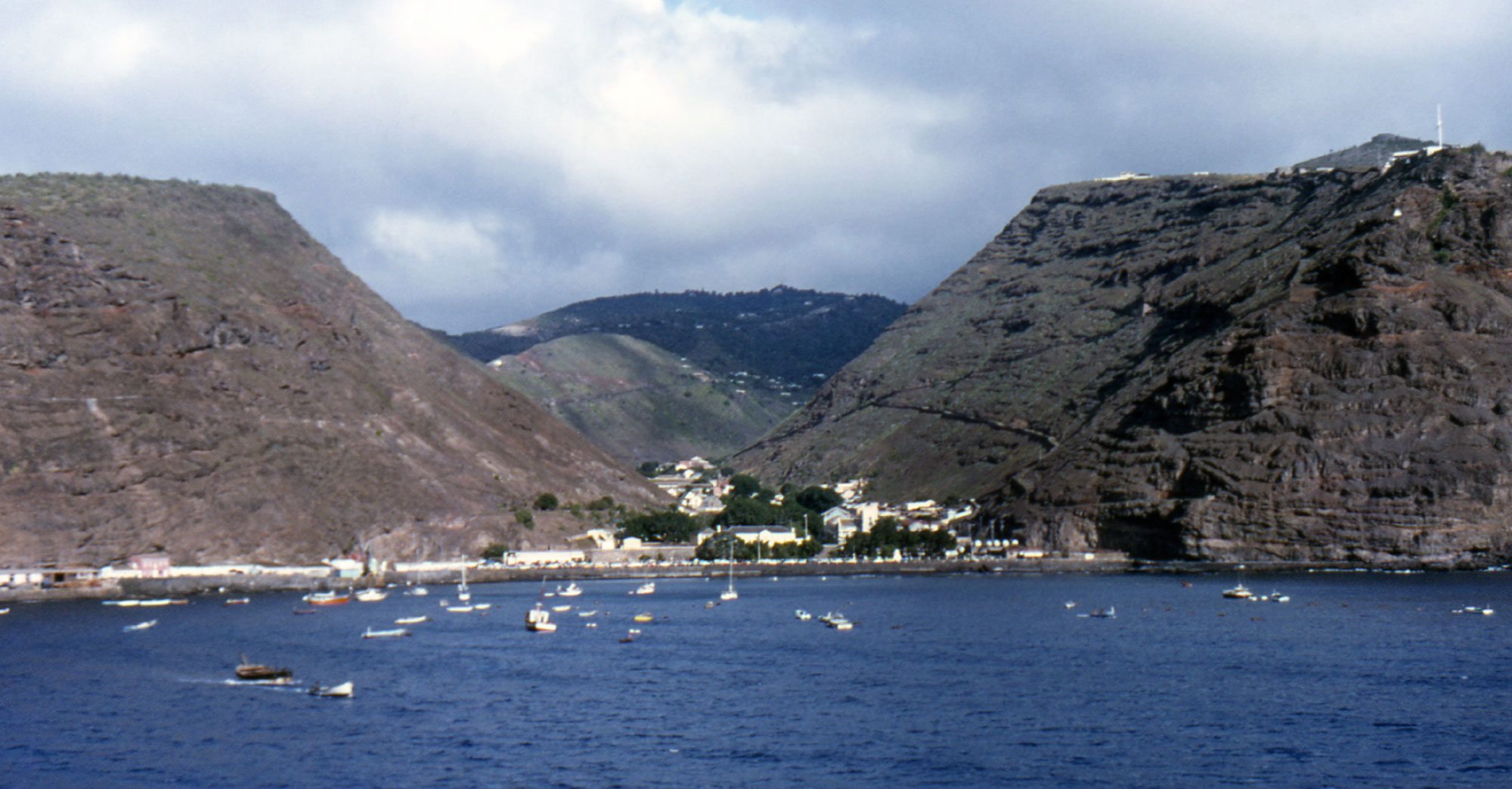
Краєвид на місто з моря
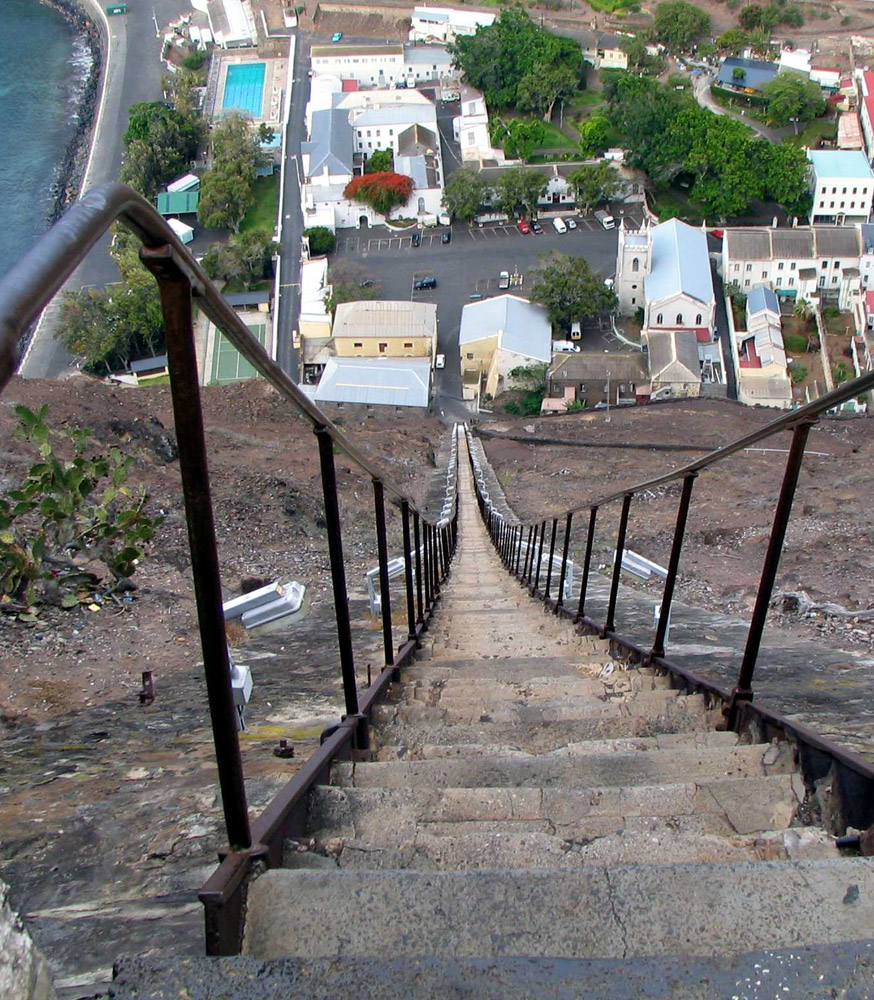
Краєвид вниз зі сходів Іакова